# Michel Aflak
Michel Aflak (en arabe ميشيل عفلق), né le 19 janvier 1912 à Damas (selon les coutumes de l’époque, son âge a été vieilli de 2 ans, raison pour laquelle la date (1910) figure souvent, mais à tort, comme étant sa date de naissance)[réf. nécessaire] et mort le 23 juin 1989 à Paris, est un homme politique, écrivain, et historien syrien.
En 1940, Aflak et Salah Eddine Bitar fondent le Mouvement arabe Ihya (qui se rebaptise plus tard Mouvement Baas arabe , en prenant le même nom que le groupe de Zaki al-Arsouzi). Le mouvement s'avère un succès et, en 1947, le mouvement Baas arabe fusionne avec l'organisation Baas arabe d'al-Arsouzi pour créer le Parti socialiste de la résurrection arabe (en arabe : Hizb al-Ishtiraki al-Ba'ath al-Arabi) ou parti Baas, un parti nationaliste arabe prônant le panarabisme. À la tête du parti, Aflak et Bitar posent les bases idéologiques du nationalisme et du socialisme arabe. Zaki al-Arsouzi inspire également le Parti Baas mais n'y participe pas directement.
En 1966, après la prise de pouvoir des militaires sur le Baas, il est contraint avec les autres cadres du parti à l'exil. Au lendemain de la scission du parti Baas originel en 1966, le parti Baas syrien dominé par les militaires de Salah Jedid et d'Hafez el-Assad qui se réfèrent à Zaki al-Arsouzi, ont accusé Aflak d'avoir volé les idées d'al-Arsouzi, le traitant de « voleur ». Après le Coup d'état d'Assad qui renversa Jedid, le régime d'Assad l'a condamné à «mort par contumace» en 1971. Le parti Baas irakien rejette cette affirmation et ne croit pas qu'al-Arsouzi ait contribué à la pensée baasiste.
Il termine sa vie en Irak où il obtient le poste honorifique de Secrétaire général du comité panarabe du Baas.

## Biographie

### Jeunesse et études
Né à Damas le 19 janvier 1912, dans une famille de la petite bourgeoisie chrétienne orthodoxe, Michel Aflak est le fils d'un nationaliste arabe convaincu, opposé à l’Empire ottoman puis à la présence française en Syrie. Son père [Youssef (Joseph) Aflak, يوسف عفلق] a adhéré au Bloc national, dès sa fondation en 1928, il a longtemps milité contre la présence turque puis française dans la région et s'est fait arrêter plusieurs fois pour cela.
Les membres de sa famille ont participé à la révolution syrienne de 1925, ainsi qu'à toutes les révolutions palestiniennes.
Dans sa jeunesse, guidé et encouragé par son oncle [(Dr Chukri Zaidan الدكتور شكري زيدان,),  il lisait les livres d'auteurs de la Nahda عصر النهضة, d'autres livres sur Abou al Alaa al Maari ابو العلاء المعري, et des romans historiques sur le Califat omeyyade et abbasside.
Étudiant à la faculté d'histoire de la Sorbonne à partir de 1928, il s'y passionne pour l'histoire des idées politiques. Ce qui l'intéresse ce sont les grands courants d'idées du XIXe  et du  XXe siècle. Il s'intéresse tout particulièrement à Proudhon, Marx, Lénine, Nietzsche, Georges Sorel, Maurras, Bergson, André Gide et Romain Rolland,,.
Dans un entretien avec Charles Saint-Prot il explique qu'avant de venir en France il n'était qu'un nationaliste de sentiment, et c'est en entamant ses études à Paris qu'il comprend que le nationalisme arabe doit dépasser le cadre sentimental pour reposer sur des bases solides, et envisager tous les champs : la politique, l'économie, la culture et les problèmes sociaux.
Paris devient au début du XXe siècle le centre de rayonnement du nationalisme arabe en raison du grand nombre d'étudiants arabes présents dans la ville. C'est à Paris qu'il rencontre son compatriote Salah al-Din al-Bitar, un musulman sunnite qui partage les mêmes préoccupations que lui, ce qui les conduit à fonder l'Union des Étudiants arabes en France. Il milite également au sein de l'Association arabe syrienne et de l'Association culturelle arabe. Ensemble, ils ont participé à de nombreuses conférences et débats politiques pour approfondir leurs connaissances des idéologies et théories économiques.

### Enseignement et engagement politique

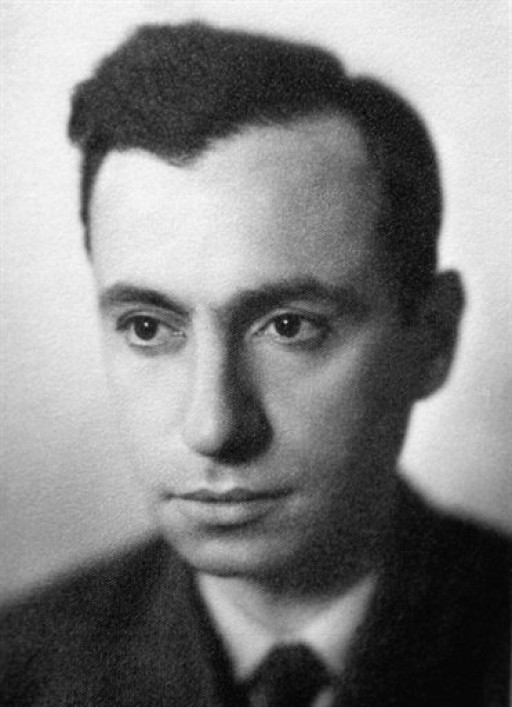
Aflak à la fin des années 1930.

Rentrés tous deux en Syrie, ils enseignent au prestigieux lycée Tajhiz al-Ula de Damas, l'un l'histoire et l'autre les sciences naturelles et la physique. En Syrie, Aflak ne se lance pas immédiatement dans la politique. Entre 1932 et 1936, il était surtout connu pour son enseignement et la littérature et on le considérait alors comme un écrivain et un poète. Il devient un poète à succès et il est salué par la critique. En tant qu'enseignant, il se plie difficilement aux méthodes d'éducation et au système scolaire imposé par la puissance mandataire. Par ailleurs, il utilise avec Bitar sa fonction de professeur pour influencer politiquement ses élèves sur l'actualité du monde arabe. Mais ces méthodes ne sont pas appréciées par le ministère de l'Éducation qui émet contre lui des avertissements avant de lui infliger des sanctions.
Aflak et Bitar s'expriment tout d'abord dans les colonnes de la revue At-Taliya – L'Avant-Garde –, et du journal Al-Aiam de tendance communiste qui rassemblent des auteurs de diverses tendances opposées au maintien du régime des mandats français et anglais dans le Proche-Orient arabe. Cependant, dès 1936, ils constatent, lors de la victoire remportée en France par le Front populaire, que leurs amis communistes se font beaucoup plus modérés, obéissant en cela aux consignes venues de Moscou. 
Il affirme alors,
« Nous n'avons que faire du mythe de l'Internationale prolétarienne et nous ne voulons pas passer d'une domination à une autre. Nous sommes des nationalistes arabes et nous ne pouvons que constater une divergence fondamentale pour ce qui concerne nos objectifs stratégiques essentiels avec ceux des marxistes. Nous plaçons la question nationale au centre de nos priorités, eux ne prennent en compte que les mots d'ordre et les directives émanant de leur capitale politique : Moscou. »
Et c'est à partir de là que Michel Aflak vit une période de sa vie qu'il décrit comme « une profonde crise morale et intellectuelle qui a duré deux ans. Une crise pendant laquelle nous avons abandonné toute écriture et tout travail ».
Cette constatation conduit rapidement à une rupture et à une clarification qui débouche, en 1939, à la création du Cercle de la résurgence arabe (al-Ihya al-Arabi). C'est l'occasion pour Aflak et Bitar d'être rejoints par Zaki al-Arzouzi, un Alaouite d'Alexandrette qui s'est également imposé depuis plusieurs années, avec sa Ligue d'action nationaliste et son Cercle de l'arabisme, comme l'un des intellectuels capables de formuler les idées nécessaires à la résurrection de la nation arabe. C'est avec lui, qu'Aflak et Bitar entrent dans le milieu des intellectuels arabes nationalistes.  
Ils fondent alors un petit club littéraire, la Jeunesse de la résurgence arabe (Shabab al-Ihya al-Arabi).

### Le soutien à Gaylani
Mais la Seconde Guerre mondiale met momentanément fin à leurs activités politiques.
En 1941, au royaume d'Irak, un jeune militaire nationaliste, Rachid Ali al Gaylani, renverse le gouvernement probritannique et ouvre le pays aux Allemands. La révolution de Gaylani était alors antimonarchique et anticolonialiste et elle a eu un grand retentissement dans la Syrie voisine. Pour soutenir son coup d'État, Aflak et son groupe se mobilisent, et créent le mouvement Haraka nisrat al irak (mouvement de soutien à l'Irak). Il rédige un appel, « Soutenons l'Irak » rassemble des volontaires, des fonds, des armes et des médicaments. Cependant, Arzouzi condamne très clairement Aflak pour le soutien qu'il apporte à ce coup d'État qui est pour lui incompatible avec les valeurs du nationalisme arabe. Il dénonce également un opportunisme droitier. Quant à Aflak, il se justifie en affirmant que toute aide est la bienvenue pour se débarrasser de la tutelle européenne sur le monde arabe. La révolte irakienne est brisée en mai 1941. Cependant, la mobilisation qu'elle a suscitée en Syrie a permis de nouveaux rapprochements, notamment avec Djamil as-Sayid qui dirige la Ligue Nationale du Travail. L'embryon d'un parti autour d'un comité exécutif se constitue rapidement, qui réunit Michel Aflak, Salah al-Din al-Bitar, Madhat al-Bitar et Djamil as-Sayid.

### Création du parti Baas
En 1942, pour protester contre la répression menée par les forces coloniales françaises contre les lycéens syriens, Aflak et Bitar démissionnent de leur poste. La même année il crée la Jeunesse de la résurrection arabe (Shabab al-Ba'ath al-Arabi), dont le journal aura été interdit par le pouvoir colonial.
C'est ainsi qu'il se concentre sur la diffusion des idées nationalistes, et la lutte contre les pouvoirs coloniaux. Il se distingue alors comme un orateur convaincant, sachant utiliser des pauses théâtrales à bon escient.
En 1943, ils fondent le Parti de la renaissance arabe (Hizb al-Ba'ath al-Arabi). 
En juillet de la même année, avec le soutien des étudiants du lycée où il enseignait, il se présente aux élections législatives. L'intérêt pour lui n'était pas alors de se faire élire député, mais plutôt de faire connaître son parti et ses idées à la population syrienne.
C'est pendant ces élections que Michel Aflak rédige un programme qui sera le premier vrai programme politique du Baas. C'est pendant cette campagne qu'a été formulée l'une des devises du parti, Umma arabia uahida thata risala halida (une nation arabe avec une mission éternelle).
Dans un communiqué, il déclare,
« Nous représentons l'esprit arabe contre le matérialisme communiste. Nous représentons l'histoire arabe vivante, contre l'idéologie réactionnaire morte et le progrès artificiel. Nous représentons le nationalisme en son essence, qui exprime la personnalité contre le nationalisme en mots, qui nuit à la personnalité et contredit les comportements naturels. Nous représentons al risala arabe, contre le métier de la politique. Nous représentons la nouvelle génération arabe. »

C'est pendant cette campagne qu'il demande aux chrétiens de participer au mouvement national arabe, et d'accepter l'islam comme culture nationale des arabes.
Michel Aflak perd les élections, mais c'est néanmoins pendant ce scrutin que le Baas a eu sa première existence politique concrète.
Les premiers bureaux de son parti sont ouverts à Damas, en 1945. Après la déclaration du président américain Franklin Delano Roosevelt sur l'immigration juive en Palestine, le Baas arrive à canaliser l'indignation et la colère qui touchent le monde arabe.
La fondation de la Ligue arabe, qui apparaît comme un instrument visant à pérenniser la domination britannique sur le Proche-Orient, amène aussi au parti de nouveaux militants. 
Michel Aflak affichait son hostilité au type de coopération entre les pays arabes instaurée par la charte de la Ligue qu'il qualifie d'"inepte". Pour lui, cette organisation est lâche et elle conduit dans la pratique les Arabes à une position de faiblesse.
Le parti est alors dissous par Choukri al-Kouatli. Mais les membres du Baas poursuivent leurs activités politiques clandestinement. Et après la Seconde Guerre mondiale ils organisent une révolte à Damas contre les forces françaises, une révolte réprimée par des bombardements le 29 et le 30 mai.
Le premier numéro du quotidien Al-Baas sort le 3 juillet 1946, le journal porte le slogan « Unité, Liberté, Socialisme », (Wihda, Hurriyah, Ishtirrakiyah). Il se dépense sans compter pour développer le parti en gestation. Après l'indépendance de la Syrie, dans un éditorial spécial Aflak proclame le combat pour l'unité arabe, « Il faut maintenant créer les conditions de la grande révolution arabe du vingtième siècle qui permettra aux Arabes de réintégrer l'histoire. »
Si le parti existe déjà dans les faits, le congrès fondateur a lieu du 4 au 7 avril 1947, dans la grande salle du café Rachid de Damas, en présence de deux cents délégués syriens et de nombreux observateurs venus de Palestine, du Liban, d'Irak et de Jordanie. Aflak y prononce le discours d'ouverture, 
« Notre objectif est clair et il ne souffre aucune ambiguïté : une seule nation arabe, de l'Atlantique au Golfe. Les Arabes forment une seule nation ayant le droit imprescriptible de vivre dans un État libre. Les moyens de la résurrection sont les suivants : l'unité, la liberté, le socialisme. »
La charte du parti est adoptée le 7 avril 1947, et Michel Aflak en devient son secrétaire général. Il devient Amid qui peut se traduire par doyen ou leader, et possédait des prérogatives étendues au sein du parti. 
Las de demander en vain au gouvernement de partir en guerre contre Israël, Aflak prend lui-même les choses en mains et organise, au nom du Baas, le volontariat de militants voulant se battre en Palestine. Il est lui-même parti sur le front palestinien lors de la guerre israélo-arabe de 1948. Michel Aflak, Salah al-Din al-Bitar et Wahib Ghanim font partie des nombreux volontaires baassistes à être partis sur le front. Un bureau permanent pour la Palestine est créé, les soldats du Baas sont placés sous le commandement de Fawzi al-Qawuqji. À son retour en Syrie, il est condamné à six mois de prison.
En 1949, il devient ministre de l'Éducation nationale.
En 1950, il écrit une lettre au dictateur Husni al-Zaim[réf. nécessaire]. Cette lettre contient de lourdes critiques contre le régime dictatorial de Zaim, ce qui entraine une persécution sans précédent des baassistes, et en particulier des jeunes militants. Cet évènement entraîne une grave crise au sein du parti, où Salah al-Din al-Bitar parle ouvertement d'une grave faute commise par Aflak et où il parle également de son exclusion. Mais grâce à ses soutiens à l'intérieur du parti il en ressort renforcé.
Peu après, les militants apprennent par une lettre datée du 11 juin à Husni al-Zaim et dont la presse publie la copie, que Michel Aflak rend hommage à l'action du régime, il annonce qu'il se retire de la vie politique et qu'il met fin à l'action de son parti. Dans cette lettre, il demande également la grâce pour les militants emprisonnés. Les membres du Baas sont stupéfaits par cette nouvelle, mais on pense qu'Aflak qui avait été arrêté par la police a été soumis en prison à des menaces ou à des tortures qui l'ont contraint à signer ce document. Cependant, Aflak a toujours refusé de s'exprimer sur cet évènement. 
En 1951, le parti organise de grandes manifestations à Damas en soutien aux Égyptiens qui s'étaient révoltés contre les Britanniques. Adib Chichakli, militaire qui avait pris entre-temps le pouvoir en Syrie par un coup d'État, intervient militairement pour la deuxième fois. Il commence par dissoudre le parlement, pousse le président de la république à la démission et finit par interdire le Parti national et le Parti du peuple. Dans un premier temps, le Parti communiste, le Baas et le Parti socialiste arabe échappent à la répression. Mais Chichakli et le Baas entretiennent des rapports difficiles, et le 6 avril 1952, tous les partis politiques sont interdits. Le Baas, devenu clandestin, noue des contacts avec l'opposition de gauche et avec des officiers opposants au régime. Le 28 décembre 1952, les autorités découvrent un complot et 66 officiers sont arrêtés. Le lendemain, Michel Aflak, Salah Bitar et Akram Hourani sont également arrêtés. Ils sont emprisonnés, mais bénéficiant de complicités au sein même de l'armée, ils s'enfuient et quittent le pays pour le Liban. Les trois hommes organisent l'opposition anti-Chichakli depuis Beyrouth, mais Chichakli obtient leur expulsion, et ils se sauvent pour l'Italie.
Après être revenus en Syrie, à la suite d'une libéralisation du pays, Aflak et ses compagnons sont de nouveaux arrêtés, cette fois après une révolte au Djébel el-Druze qu'ils ont soutenue.
Cette révolte a poussé Chichakli vers la sortie, des élections sont convoquées, et Aflak demande qu'elles soient libres.

### La République arabe unie

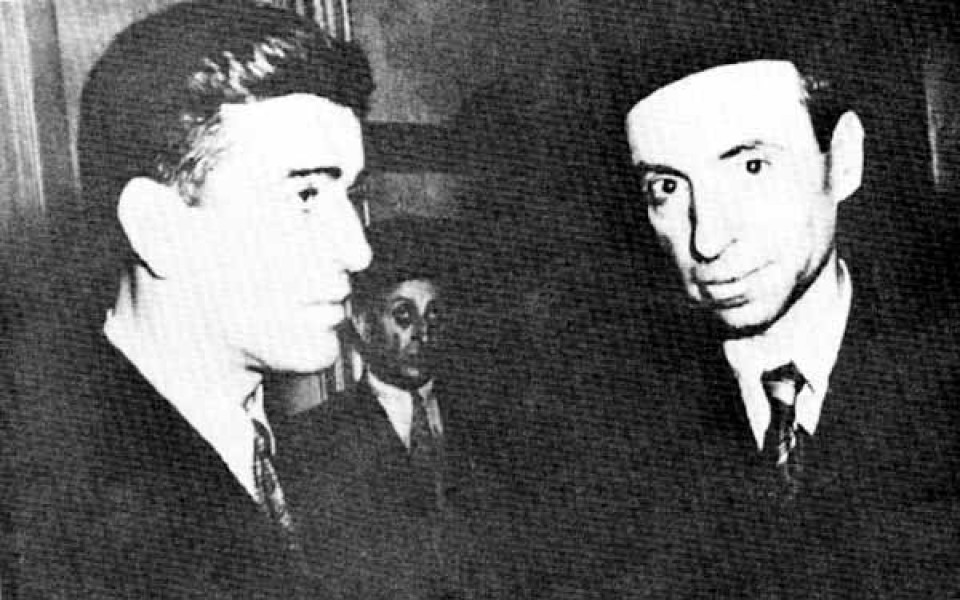
Akram Hourani et Michel Aflak en 1957.

Le parti change de nom en 1953 après une fusion avec le Parti socialiste arabe d'Akram Hourani et devient le Parti de la résurrection arabe et socialiste (Hizb al-Ba'ath al-Arabi al-Ishtiraki).
En 1954, le parti compte environ deux mille cinq cents membres. La fusion avec le parti socialiste d'Akram Hourani permet au parti d'entrer en 1954 dans le gouvernement syrien, les idées du Baas commencent peu à peu à imprégner l'esprit des Arabes pas seulement en Syrie mais dans la plupart des pays arabes.
En 1955 un premier traité d'alliance militaire est signé entre la Syrie et l'Égypte. Aflak estime que la fusion entre les deux pays doit se faire car les tensions intérieures dues à la guerre froide sont de plus en plus fortes. Cependant, il n'est pas convaincu de la capacité de Nasser à unifier le monde arabe et dans une note interne, il remarque que le régime égyptien « a une tendance vers la dictature ».
Laissant de côté ses opinions, il part pour le Caire où, lors d'un déjeuner, il arrive à convaincre Nasser des modalités de la fusion des deux pays.
Le 1er février 1958, l'État égyptien et l'État syrien fusionnent pour créer la République arabe unie.
Le soir même de la conclusion de l'union, Aflak déclarait à la presse que Nasser avait désormais auprès de lui une idéologie politique fiable, la sienne. Aflak s'était engagé à dissoudre le Baas syrien, ce qu'il fait, et il comptait alors diffuser ses idées dans le parti unique nassérien, l'Union nationale.
Aflak a été très critiqué pour avoir unilatéralement pris la décision de dissoudre le parti, sans convoquer un congrès.  En effet, les membres du parti ont été mis à l'écart de la vie publique, seul Akram Hourani (devenu vice-président) et Bitar (ministre de la culture) ont occupé des postes de responsabilité. La jeune garde du parti lui font tenir la responsabilité de l'effondrement du parti Baath, et pour sauver ce qu'il reste du parti, un comité militaire est créé avec à sa tête Salah Jedid et Hafez el-Assad. Le comité appelle alors à rétablir le Baath, et à démocratiser la RAU.

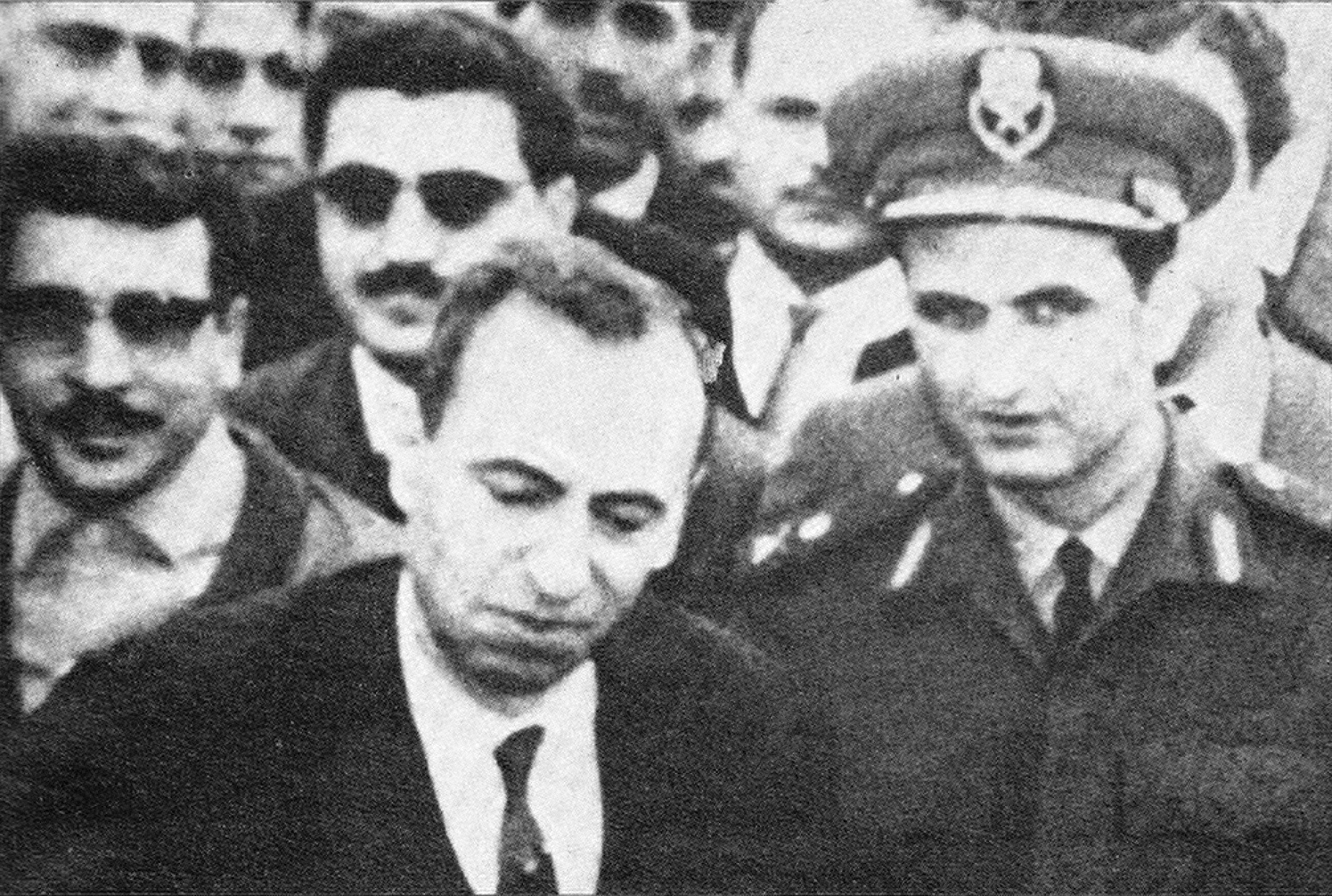
Aflak et Salah Jedid en 1963.

La République arabe unie est finalement un échec, le militaire conservateur, Haydar al-Kouzbari procède à un coup d'État et prend le pouvoir. Aflak accuse Nasser d'être responsable de cet échec, et critique sa gestion trop autoritaire et jacobine. Pour lui l'unité ne peut se fonder que sur « l'égalité et l'équilibre entre les pays arabes ». Cependant, cet épisode a dévoilé la ligne de fracture divisant le parti, Bitar s'est ouvertement prononcé pour la fin de l'union, et celle-ci a été applaudie par un certain nombre de militants.
L'aile régionaliste et gauchisante du Baas prend alors de l'importance, notamment sous l'influence de l'officier marxiste Salah Jedid. Devant l'opposition qui l'opposait aux militaires, Aflak décide en 1964 de partir vivre en Algérie.
Mais le Baas syrien, contrôlé par les régionalistes, ne voit pas d'un très bon œil le fondateur du parti s'installer dans un autre pays arabe et y mener son action politique. Des pressions sont exercées sur le gouvernement d'Ahmed Ben Bella pour que l'avion transportant Aflak ne se pose pas à Alger.
Aflak se rend alors chez son frère à Bonn.
Il est alors traité de théoricien inefficace, raillé comme un « empereur romain », une marionnette, on l'accuse alors d'être un chypriote grec.

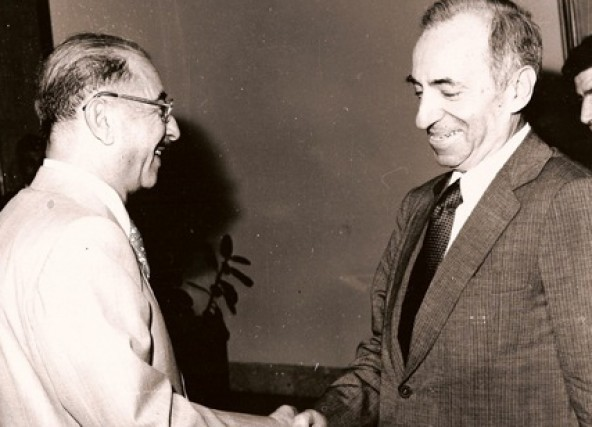
Ahmed Hassan al-Bakr (à gauche), secrétaire régional de la branche irakienne du Baas, serrant la main d'Aflak en 1968

### Exil et activité en Irak

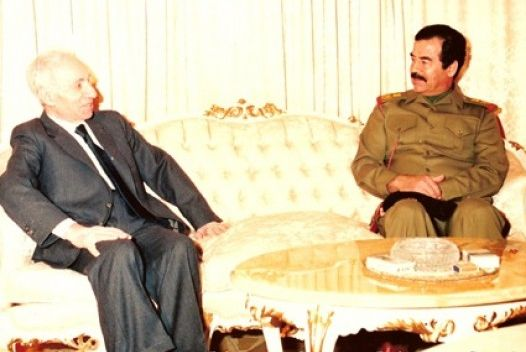
Michel Aflak en conversation avec Saddam Hussein (Bagdad, 1988).

Sur l'invitation de Salah Eddine Bitar, Aflak se rend en décembre 1964 à Damas pour affaiblir les régionalistes. Mais sa tentative est un échec, et les militaires prennent le contrôle de la direction nationale du parti et poursuivent les opposants.
Devant l'action des militaires, Aflak et la vieille garde pensent qu'il est urgent de lutter contre eux et de séparer le parti du gouvernement.
Aflak publie seize décisions qui définissent le rôle et la situation du Baas, du gouvernement et de l'armée.
Devant ces actes, les militaires menacent de démissionner de toutes leurs fonctions, et mènent une campagne contre la vieille garde au sein même du Baas.
En 1966, Michel Aflak et les principaux fondateurs du parti sont obligés de quitter la Syrie après le coup d'État d'officiers pro-soviétique menés par Salah Jedid. Il s'exile à Beyrouth puis, il part pour le Brésil (le but du voyage est encore inconnu aujourd'hui).
Après avoir abandonné le commandement national, il fustige les « apparatchiks » du comité militaire et du commandement régional, à qui il refuse le droit de parler au nom de « son » parti.
En 1968, il est accueilli à Bagdad, qu'il quitte après la guerre du Kippour pour montrer sa désapprobation de ce conflit.
Mais il est de nouveau convoqué à Bagdad en 1974, un an avant que n'éclate la guerre civile libanaise, où on lui propose le poste de Secrétaire Général du comité panarabe du Baas, qui n'était alors qu'un poste symbolique dépourvu de pouvoirs réels. Il mène alors des entretiens avec des hôtes étrangers et participe à des meetings, des inaugurations de travaux et d'expositions. C'est à partir de ce moment qu'il ne pourra plus quitter l'Irak. Aflak constitue une importante source de légitimité pour le régime irakien face au Baas syrien voisin. Il aurait été retenu dans ce qui peut être vu comme une « prison dorée ».
Il s'abstient de prendre part à la vie politique irakienne. Il publie plusieurs ouvrages au cours de cette période, dont le plus remarquable est La lutte contre la déformation du mouvement de la révolution arabe en 1975. Aflak retrouve une partie de son influence en se liant d'amitié avec Saddam Hussein, président de l'Irak de 1979 à 2003. Pendant la guerre Iran-Irak, les dirigeants iraniens accusent Hussein d'être sous le contrôle d'un chrétien, et Aflak lui-même est qualifié d'« infidèle chrétien ». En fait, tout au long de son mandat de secrétaire général en Irak, Aflak reçoit tous les honneurs qui lui sont dus en tant que fondateur du mouvement Baas, mais il est ignoré en ce qui concerne l'élaboration des politiques.

### Mort

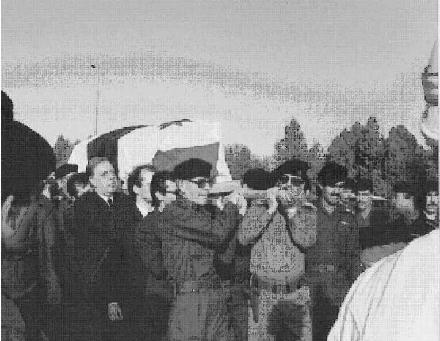
Le cercueil d'Aflak porté par Saddam Hussein et Ezzat Ibrahim al-Douri

Il meurt le 23 juin 1989 à l'hôpital militaire du Val de Grâce à Paris. Son corps a été rapatrié en Irak et il fut enterré à Bagdad. Lors de son enterrement, Saddam Hussein affirme que Michel Aflak s'était converti à l'islam, et c'est ainsi qu'il est enterré comme un musulman.
Des membres de la famille doutaient de la version du régime irakien, cependant, Iyad Aflak, son fils a publié une lettre manuscrite de Michel Aflak datée du 12 juillet 1980. Dans cette lettre, il explique que si un accident lui arrivait, il trouverait la mort en tant que musulman. 
Iyad Aflak a expliqué que son père a écrit cette lettre dans un avion, faisant le trajet Paris-Bagdad et qui souffrait d'un problème technique. Il ajoute également que cette lettre a été trouvée dans un Coran, que Michel Aflak portait sur lui lors de l'incident.
Son mausolée se trouvait à Bagdad en 2003, ville dans laquelle il vivait depuis la mise en place du régime baasiste à la tête du gouvernement irakien. Lors de l'invasion américaine, de nombreuses rumeurs circulent sur l'état du mausolée, notamment la prétendue destruction de ce dernier. Il s'avère que le mausolée aurait été aménagé par l'armée américaine dans le but d'en faire une salle de sport.

## Idéologie
Aflak porte un grand intérêt aux idéologues européens, mais, contrairement à d'autres idéologues arabes, il refuse de transposer le modèle nationaliste européen au monde arabe. Pour lui, la politique est une science qui s'applique sur un corps social bien précis. Selon lui, chaque nation doit trouver sa propre voie idéologique et son propre modèle politique et social.

### Socialisme
Le socialisme arabe de Michel Aflak rejette les conceptions libérales, capitaliste et marxiste. Le socialisme baassiste privilégie l’homme au système, il explique :
« La philosophie marxiste est matérialiste et totalisante, donc totalitaire. Elle ne considère que la collectivité en oubliant la personne humaine. Elle entend se plaquer n'importe où et n'importe comment. Mais le socialisme ne doit pas écraser l'individu. Il doit, au contraire, être à son service. »
Il affirme également que le socialisme arabe réglera les divisions communautaires, chez les chrétiens du Moyen et du Proche-Orient comme chez les Kurdes d'Irak ou les Berbères d'Afrique du Nord.
Il affirme que le socialisme arabe est une idéologie nécessaire pour la recherche de l'unité et de la liberté du monde arabe, car il pensait que seul un système socialiste de propriété et de développement surmonterait le retard pris par les pays arabes à cause du colonialisme.
Les socialistes arabes rejetaient les idées marxistes qu'ils jugeaient matérialistes, internationalistes et athées, et qui s'adaptaient mal à la situation intérieure arabe. C'est ainsi qu'Aflak et Bitar lancent en 1944 l'expression « socialisme arabe ».
Ils expliquent : 
« Il n'est pas difficile pour les Arabes, s'ils se libèrent du cauchemar du communisme, de découvrir un socialisme arabe émanant de leur âme, (…) au service du nationalisme arabe et comme facteur essentiel de sa résurrection. »

### Islam
Contrairement au kémalisme qui considère l'islam comme une religion étrangère à l'identité turque, le nationalisme du Baas estime au contraire que le nationalisme arabe doit prendre en compte l'islam comme une composante essentielle de la civilisation arabe. De manière générale, le Baas magnifie l'Islam. Michel Aflak qui avait lui-même étudié le Coran, les hadiths et la vie de Mahomet revendiquait l'héritage du prophète et expliquait que pour les Arabes, l'islam est l'expression de leur personnalité. L'islam est une religion révélée en terre arabe, à un prophète arabe en langue arabe, c'est donc une partie fondamentale du patrimoine commun de l'identité arabe.
En 1940, il explique « Arabisme et Islam ne sont pas antagonistes et ils ne peuvent pas l'être puisqu'ils sont tous deux de même nature. »
En 1943, lors de l'anniversaire de la naissance de Mahomet il organise une « commémoration du Prophète arabe » où il affirme « L'arabisme est le corps dont l'âme est l'islam. »
Aflak pense que le nationalisme arabe doit intégrer l'islam dans un projet national progressiste.
Dans son discours «À la mémoire du prophète arabe», il explique :
« L'islam a été la pulsion vitale qui a révélé aux Arabes les potentialités et les forces latentes qui résidaient en eux. Il les a projetés sur la scène de l'Histoire. L'islam est la meilleure expression du désir d'éternité et d'universalité de la nation arabe. Il est arabe dans sa réalité et universel dans ses idéaux. »
Pour lui, l'expérience prophétique est propre aux Arabes puisque tous les prophètes furent d'après lui arabes.
C'est ainsi qu'Aflak invitait les Arabes chrétiens à s'ouvrir à l'Islam en tant qu'élément de leur héritage national et culturel. Il invitait les chrétiens à « s'attacher à l'Islam comme à l'élément le plus précieux de leur arabité. » Aflak appelle les Arabes à renouveler l'expérience prophétique et militaire des origines de l'Islam. Il s'agissait pour lui de retrouver le même élan de ferveur qui a conduit les Arabes à conquérir tout le Moyen-Orient à la mort de Mahomet.
Il prétend instaurer un système politique laïc de la société et des lois au nom de l'islam à sa source.
Il affirme également, « Un jour viendra où les nationalistes arabes seront les seuls à défendre les vraies valeurs de l'islam. »
En revanche, pour Aflak, l'État ne doit pas être religieux, l'État doit être indépendant de la religion, ce qui n'exclut pas un État correspondant à l'éthique musulmane. En effet, la laïcité prôné par le Baas, est une laïcité fortement imprégné de l'islam. Les dirigeants du Baas condamnaient catégoriquement l'athéisme :
« Sans nous, disait-il, et sans notre mouvement, la société arabe serait menacée de se voir défigurée par l’athéisme. Grâce à notre résistance contre la réaction religieuse, sans compromis et sans relâche, grâce à notre position ferme et courageuse face à cette réaction, nous sauvons la société arabe de la mutilation que serait pour elle l’athéisme. »

## Héritage
Fouad Ajami a critiqué Aflak pour son manque de substance réelle, déclarant : « Près de trois cents pages de texte ne donnent aucun aperçu, de sa part, de ce qui n'a pas fonctionné et de ce qui devait être fait ; il n'y a qu'un engouement visible pour les mots », et "Aflak appelle le parti à renoncer au pouvoir et à revenir à sa 'pure essence'. Il y a du vrai dans cette critique." Aflaq a consacré beaucoup de temps et d’énergie à écrire avec optimisme sur l’avenir et le passé de la nation arabe et sur la manière dont le monde arabe pourrait être unifié. Comme le note Kanan Makiya, l'auteur de Republic of Fear: The Politics of Modern Iraq: pour « Aflaq, la réalité est confinée au monde intérieur du parti ». Contrairement à d'autres philosophes, comme Karl Marx ou John Locke, la vision idéologique du monde d'Aflak ne prend pas clairement position sur le comportement matérialiste ou socio-économique de l'humanité. Alors que d’autres philosophes font des distinctions entre ce qui est réel et ce qui ne l’est pas, c’est-à-dire entre analyse prescriptive et descriptive, Aflak n’a pas en règle générale défini ce qui est et ce qui devrait être. Dans sa pensée, les deux sont regroupés dans la même catégorie : ce qui est atteignable.
Dans ses écrits, Aflak s’était montré farouchement en faveur de la liberté d’expression et d’autres droits de l’homme ainsi que de l'aide aux classes inférieures. Lors de la prise de pouvoir progressive du Comité militaire en Syrie, Aflak s'est rallié à ce qu'il considérait comme l'établissement d'une dictature militaire, au lieu de la démocratie qu'Aflak avait envisagée. Ces idéaux n'ont jamais été réalisés par les gouvernements qui ont utilisé son idéologie. La plupart des spécialistes considèrent que le gouvernement d'Assad en Syrie et le gouvernement de Saddam Hussein en Irak n'ont utilisé l'idéologie d'Aflaq que comme prétexte à une dictature.